# Сент-Джонс колледж (Оксфорд)
Сент-Джонс (англ. St John's College, рус. Колледж Святого Иоанна) — колледж Оксфордского университета. Является самым богатым колледжем университета, бюджет на 2010 год 313 млн фунтов.
Помещения колледжа находятся на большой территории, они включают как современные постройки, так и древние здания колледжа.

## История
1 мая 1555 года лорд-мэр Лондона Томас Уайт получил разрешения короля на строительство благотворительного колледжа для обучения студентов Оксфордского университета.
Изначально в колледже обучалось католическое духовенство для проведения контрреформации, устроенной королевой Марией. Впоследствии в колледже обучалось уже англиканское духовенство. Колледж также стал известен благодаря своей медицинской и юридической кафедрам.

## Известные ученики и выпускники
- Бланделл, Кэтрин
- Блэр, Тони
- Ветчачива, Апхисит
- Лод, Уильям
- Миллер, Уильям Хеллоуз
- Морган, Родри
- Пирсон, Лестер
- Раск, Дин
- Уэйн, Джон
- Эванс, Гвинвор